# Nina Premasunac
Nina Premasunac (Pola, 25 ottobre 1992) è una cestista croata.

## Carriera
Con la Croazia ha disputato i Campionati europei del 2021.